# Шанар
Шанар (фр. Champenard) насеље је и општина у северној Француској у региону Горња Нормандија, у департману Ер која припада префектури Andelys.
По подацима из 2011. године у општини је живело 221 становника, а густина насељености је износила 95,26 становника/km². Општина се простире на површини од 2,32 km². Налази се на средњој надморској висини од 133 метара (максималној 136 m, а минималној 110 m).

## Демографија
| 1962. | 1968. | 1975. | 1982. | 1990. | 1999. | 2011. |
| ----- | ----- | ----- | ----- | ----- | ----- | ----- |
| 91    | 102   | 108   | 107   | 129   | 140   | 221   |

График промене броја становника у току последњих година